# بيريغ-مي
بيريغ-مي ( بالسومرية : 𒊊𒈨 ، بيريغ-مي ؛ توفي ق. 2180 قبل الميلاد ) ، كان حاكمًا سومريًا ( إنسي ) لولاية لكش في جنوب بلاد ما بين النهرين . وهو ابن أور نينجيرسو الأول .  
لا يُعرف بيريغ-مي إلا من خلال نقش واحد ومن اسم عام واحد : 
"Year the en (priest) of Ningin was installed"— Year names of Pirig-me.
النص الموجود على الطوب هو : 
"For Ningirsu، إنليل's mighty warrior,

Pirig-me, ruler of Lagash, son of Ur-Ningirsu, ruler of Lagash, chosen in the heart of نانشي, named by Ningirsu, child born of Ninsun,

(...)

constructed a weir at the Ursag-ani canal."— Inscription of Pirig-me.
خلفه لو بابا .  